# Mandjelia anzses
Mandjelia anzses is een spinnensoort uit de familie Barychelidae. De soort komt voor in Queensland.